# Liste der Naturdenkmale in Markranstädt

Wappen von Markranstädt

Lage von Markranstädt

In der Liste der Naturdenkmale in Markranstädt werden die Einzel-Naturdenkmale, Geotope und Flächennaturdenkmale 
im Stadtgebiet Markranstädt im Landkreis Leipzig und ihren Ortsteilen Albersdorf, Altranstädt, Döhlen, Frankenheim, Gärnitz, Göhrenz, Großlehna, Kleinlehna, Kulkwitz, Lindennaundorf, Meyhen, Priesteblich, Quesitz, Räpitz, Schkeitbar, Schkölen, Seebenisch und Thronitz aufgeführt.
Bisher sind laut der angegebenen Quellen 1 Einzel-Naturdenkmal, 0 Geotope und 1 Flächennaturdenkmale bekannt und hier aufgelistet.
Die Angaben der Liste basieren auf Daten der Bekanntmachungs-Seite des Landkreises und den Daten auf dem Geoportal des Landkreises Leipzig.

## Definition
„Gesetz über Naturschutz und Landschaftspflege (BNatSchG), § 28 Naturdenkmäler:
 Naturdenkmäler sind rechtsverbindlich festgesetzte Einzelschöpfungen der Natur oder entsprechende Flächen bis zu fünf Hektar, deren besonderer Schutz erforderlich ist
1. aus wissenschaftlichen, naturgeschichtlichen oder landeskundlichen Gründen oder
2. wegen ihrer Seltenheit, Eigenart oder Schönheit.“

„SächsNatSchG, § 18 Naturdenkmäler (zu § 28 BNatSchG):
1. Die Erklärung nach § 22 Abs. 1 BNatSchG von Teilen von Natur und Landschaft als Naturdenkmal erfolgt durch Rechtsverordnung oder Einzelanordnung.
2. Über § 28 Abs. 1 BNatSchG hinaus können Naturdenkmäler zur Sicherung von Lebensgemeinschaften oder Lebensstätten von im Bestand gefährdeten oder streng geschützten Arten festgesetzt werden.“

## Legende
- Bild: zeigt ein vorhandenes Foto des Naturdenkmals.
- ND/GEO/FND-Nr: zeigt die jeweilige Nr. des Objekts – ND (Einzel-)Naturdenkmal, GEO Geotope oder FND (Flächen-Naturdenkmal)
- Beschreibung: beschreibt das Objekt näher
- Koordinaten: zeigt die Lage auf der Karte
- Quelle: Link zur Referenzquelle

## (Einzel-)Naturdenkmale (ND)
| Bild                         | ND-Nr. | Ortsteil  | Alter | Beschreibung | Koordinaten                                       | Quellen                       |
| ---------------------------- | ------ | --------- | ----- | --- | ------------------------------------------------- | ----------------------------- |
| Esche am Schloss Altranstädt | ND 93  | Großlehna | unb.  | Esche (Fraxinus excelsior) Altranstädt, am Schloss Altranstädt östlich neben dem Obelisk zum Altranstädter Friede | 51° 18′ 57″ N, 12° 10′ 30″ O (Flurstück-Nr. 33/2) | SG Naturschutz: VO 2020-07-15 |

## Flächennaturdenkmale
| Bild         | FND-Nr.   | Name                 | Beschreibung                              | Verordnet  | Fläche   | Koordinaten                 | Quellen                         |
| ------------ | --------- | -------------------- | ----------------------------------------- | ---------- | -------- | --------------------------- | ------------------------------- |
| Bild gesucht | l_la: 111 | Mineralquelle Lausen | im Wald am Südwestufer des Kulkwitzer See | 12.12.1979 | 9.994 m² | 51° 18′ 2″ N, 12° 14′ 54″ O | Beschluss RdS Leipzig 179-25/79 |